# جيمس بيرجيلي
جيمس بيرجيلي (بالإنجليزية: James Virgili)‏ هو لاعب كرة قدم أسترالي في مركز نصف الجناح، ولد في 8 يوليو 1992 في نيوكاسل في أستراليا. شارك مع منتخب أستراليا تحت 17 سنة لكرة القدم ومنتخب أستراليا تحت 20 سنة لكرة القدم. أما مع النوادي، فقد لعب مع رودميدو ماجيك ونيوكاسل يونايتد جتس.

## وصلات خارجية
- جيمس بيرجيلي على موقع قاعدة بيانات كرة القدم.إي يو (الإنجليزية)
- جيمس بيرجيلي على موقع Soccerway.com (الإنجليزية)
- جيمس بيرجيلي على موقع عالم كرة القدم.نت (الإنجليزية)